# Phật giáo tại Châu Phi
Mặc dù đã có một số cải đạo giữa những người Châu Phi, hầu hết các Phật tử ở Châu Phi là người gốc Châu Á, chủ yếu là người Trung Quốc, Việt Nam, Sri Lanka hoặc Nhật Bản.

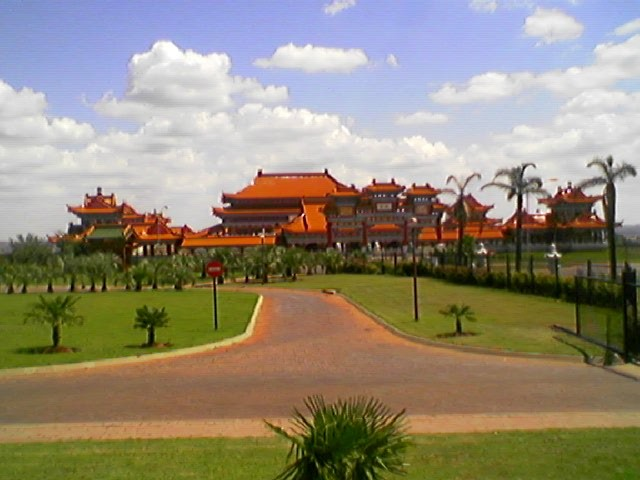
Fo Ghuang Shan Nan Hua Temple - Chùa Nan Hua là ngôi chùa Phật giáo lớn nhất châu Phi ở Nam Phi.

Nam Phi có dân số theo đạo Phật lớn nhất châu lục. Theo ước tính của những năm 2010, những người theo đạo Phật (bao gồm cả Đạo giáo và Tôn giáo dân gian Trung Quốc) đang tăng lên từ 0,2%  0,3%  dân số Nam Phi, hoặc từ 100 đến 150 nghìn người, tuy nhiên, số lượng Phật tử thực hành có thể thấp hơn.